# 蘇庫阿縣
2°27′36″S 78°10′12″W / 2.46000°S 78.17000°W
蘇庫阿縣（西班牙語：Cantón Sucúa），是厄瓜多爾的縣份，位於該國東南部，由莫羅納-聖地亞哥省負責管轄，面積893平方公里，2001年普查人口總數為14,412人，人口密度每平方公里16.14人。